# Nunarput utoqqarsuanngoravit
Nunarput, utoqqarsuanngoravit (grönländska: [nʉnɑpːut‿ʉtɔq:ɑs:uaŋːɔʁavit]; danska: "Vort ældgamle land under isblinkens bavn", [vɒt ˈelˌkɑmlə lænˀ ɔn⁽ˀ⁾ɐ ˈiˀsˌple̝ŋkn̩s pɑwˀn]) är en av Grönlands två nationalsånger, antagen 1916. Texten skrevs av den grönländske poeten Henrik Lund och melodin av kompositören Jonathan Petersen.

Sedan 1979 är även Nuna asiilasooq erkänd som en officiell nationalhymn tillsammans med Nunarput utoqqarsuanngoravit.

## Texten
På grönländska:
Nunarput, utoqqarsuanngoravit
Niaqqut ulissimavoq qiinik.
Qitornatit kissumiaannarpatit
Tunillugit sineriavit piinik.
Akullequtaasut merlertutut
Ilinni perortugut tamaani
Kalaallinik imminik taajumavugut
Niaqquit ataqqinartup saani.
Taqilluni naami atunngiveqaaq
Kalaallit siumut makigitsi.
Inuttut inuuneq pigiuminaqaaq
Saperasi isumaqaleritsi.
På danska:
Vort ældgamle land under isblinkens bavn
med lysende snehår om dit hoved!
Du trofaste moder, som bar os i din favn,
mens dine kysters rigdom du os loved.

Som halvvoksne børn er vi groet af din jord
og trygt vokset op blandt dine fjelde,
vi kalder os kalaallit i landet, hvor vi bor
ærbødigt for dit hvide åsyns ælde.

Umuligt nu længer at blive i ro,
kalaallit, mod større mål vi stævner.
Som fribårne folk vi i landet vil bo;
begynd at tro på jeres egne evner.

På svenska:
Vårt urgamla land, du under isens fyr
med lysande snöhår på ditt huvud!
Du trofaste moder, som oss bar i famn
och gav oss din rikedom och din kärlek.

Som halvvuxna barn som har bott på din mark
och tryggt vuxit upp här ibland fjällen,
Vi kallas kalaallit i det land vi bor
det land är du, stolta, ärade hemland.

Orätt är det nu att vila kära land,
ty mot större mål måste vi sträva.
Som ett fritt folk vill vi i vårt land bo;
ja, vi vill tro på våra egna vägar.